# Cyathea villosa
Cyathea villosa là một loài thực vật có mạch trong họ Cyatheaceae. Loài này được Humb. & Bonpl. ex Willd. mô tả khoa học đầu tiên năm 1810.